# Isaac P. Christiancy
Isaac P. Christiancy (Johnstown, 1812. március 12. – Lansing, 1890. szeptember 8.) az Amerikai Egyesült Államok szenátora (Michigan, 1875–1879).